# Élection gouvernorale de 2022 en Arkansas
L'élection gouvernorale de 2022 dans l'Arkansas a lieu le 8 novembre 2022. 
Le gouverneur républicain sortant Asa Hutchinson a été élu en 2014 et réélu en 2018. Il ne peut pas se représenter. 
Des élections primaires ont eu lieu le 24 mai. L'ancienne Porte-parole de la Maison-Blanche Sarah Huckabee Sanders a remporté l'investiture républicaine. Son père, Mike Huckabee a déjà été gouverneur de l'État de 1996 à 2007. Elle affronte l'ingénieur démocrate Chris Jones. Huckabee Sanders est largement favorite, dans cet État très républicain.
Huckabee Sanders est largement élue gouverneure de l'État. Elle devient la première femme élue à ce poste.

## Résultats
| Candidats                | Candidats              | Partis              | Voix    | %    |
| ------------------------ | ---------------------- | ------------------- | ------- | ---- |
|                          | Sarah Huckabee Sanders | Républicain         | 567 872 | 63,1 |
|                          | Chris Jones            | Démocrate           | 315 740 | 35,1 |
|                          | Ricky Harrington       | Libertarien         | 16 580  | 1,8  |
|                          | Candidats par écrit    | Candidats par écrit | 303     | 0,0  |
|                          |                        |                     |         |      |
| Votes valides            |                        |                     |         |      |
| Votes blancs et nuls     |                        |                     |         |      |
| Total                    |                        |                     |         |      |
| Abstention               |                        |                     |         |      |
| Inscrits / participation |                        |                     |         |      |